# Peipin
Peipin ist eine französische Gemeinde mit 1496 Einwohnern (Stand 1. Januar 2022) im Département Alpes-de-Haute-Provence in der Region Provence-Alpes-Côte d’Azur. Sie gehört zum Kanton Sisteron im Arrondissement Forcalquier.

## Geografie
Die Gemeinde Peipin liegt an der Durance auf einer Höhe von etwa 460 Metern über dem Meer, fünf Kilometer südlich von Sisteron.

## Geschichte
Es ist belegt, dass schon während der Eisenzeit ein Oppidum bei Peipin bestand. Peipin liegt an der ehemaligen Via Domitia.
Am Anfang des 13. Jahrhunderts wurde in Peipin eine Zollstation errichtet, diese bestand bis 1758.

### Bevölkerungsentwicklung
| Jahr                       | 1962 | 1968 | 1975 | 1982 | 1990 | 1999 | 2006 | 2018 |
| Einwohner                  | 238  | 291  | 433  | 534  | 710  | 1008 | 1179 | 1455 |
| Quellen: Cassini und INSEE |      |      |      |      |      |      |      |      |